# Адамовиці (Лодзинське воєводство)
Адамовиці (пол. Adamowice) — село в Польщі, у гміні Кутно Кутновського повіту Лодзинського воєводства.
У 1975-1998 роках село належало до Плоцького воєводства.